# Белорусско-югославские отношения
Белорусско-югославские отношения — двухсторонние дипломатические отношения между Белоруссией и Югославией. Официально установлены 15 ноября 1994 года. Связи между странами зародились ещё при Белорусской ССР, которая после Второй мировой получила право на ведение международных дел.
По мере распада Югославии формат отношений преобразовывался: с 2003 года Белоруссия работала с государством Сербия и Черногория, а с 2006 — Черногорией и Сербией по отдельности.

## Советская Белоруссия

### Белорусы в НОАЮ
В годы Второй мировой в Народно-освободительной армии Югославии сражалось свыше 6 тыс. советских граждан. В основном это были военнопленные и угнанные на каторгу, а также бежавшие из концентрационных лагерей. В 1-й Русской бригаде сражалось 15 белорусов, в советском батальоне 7-й Воеводинской бригады — 5, в русской роте 2-го батальона 2-й Словенской (Сочской) бригады — 15, в 10-й Македонской бригаде — 1.

### Торговые связи
Среднегодовые темпы роста товарооборота в 1960—1975 гг. составили 20,5%. Ежегодный объём торговли в натуральном выражении вырос в 16 раз. Торгово-экономические связи Минска и Белграда характеризовались постоянно возрастающей динамикой и поступательностью. Однако административно-командная система вместе с полной зависимостью БССР от общесоюзного руководства существенно снижали эффективность двусторонней торговли.
По состоянию на 1962 г. более 20 белорусских предприятий поставляли в Югославию свою продукцию, в 1963 г. — уже более 305. Белград размещал свои заказы на изготовление станочного оборудования, автомашин, строительных механизмов, приборов, подшипников и других видов промышленной продукции. Из БССР поставляли продольнострогальные, горизонтально- и вертикально-протяжные, плоскошлифовальные, сверлильные, заточные станки, автоматы и полуавтоматы, наручные часы «Заря».
Югославия продавала БССР сельскохозяйственную технику, средства транспорта, медицинское оборудование, промышленные и продовольственные товары, сырьё для легкой и пищевой промышленности, токарно-кольверные, универсально-фрезерные и пневматические станки, телефонные аппараты, лаки, краски, эмали, табачное сырьё, виноградные вина, а также широкий ассортимент товаров народного потребления.

## Республика Беларусь

### Развитие контактов
Прочные политические условия для успешного развития двусторонних отношений создавал Договор о дружбе и сотрудничестве, заключённый в марте 1996 г. во время визита в Республику Беларусь официальной делегации СРЮ во главе с её президентом З. Лиличем.
Важным шагом стал визит в Югославию в январе 1998 г. белорусского лидера А. Лукашенко. В ходе переговоров были достигнуты договорённости о создании совместного белорусско-югославского производства в Гомельском объединении «Коралл» и сборочного цеха Минского тракторного завода на югославской территории. 19 января был подписан договор о создании консорциума, который осуществлял координацию делового сотрудничества с Республикой Беларусь. В состав консорциума вошли 46 ведущих производителей, экспортёров и импортёров. В марте установлены контакты между банком «Белградска банка» и Национальным банком Республики Беларусь. В мае совместными усилиями сторон была создана Ассоциация югославско-белорусского сотрудничества «Беларусь—Югославия XXI век», в которую вошли крупные югославские предприниматели, директора фирм и заводов, журналисты, общественные деятели, представители органов государственного управления и Сербской Православной Церкви. 28 октября подписано Соглашение о финансово-банковском сотрудничестве между банком «Белградска банка» и «Белвнешэкономбанком».
В начале 2000-х отношения развивались на основе целой системы детально проработанных нормативно-правовых актов, стабильно функционировавшей организационной структуры. В двустороннем сотрудничестве существенно возросла роль экономической составляющей. Однако после ухода С. Милошевича в белорусско-югославских отношениях возникла определённая пауза, наблюдалось снижение динамики политических контактов. В этот период не было подписано ни одного двустороннего соглашения.

### Торговые связи
В первой половине 1990-х торговые отношения находились в кризисе из-за серьёзных экономических и политических трудностей в обеих странах и, в особенности, международных санкций против Белграда. Во второй половине 1990-х ситуация изменилась. 
| Категория     | 1992 | 1993 | 1994  | 1995 | 1996 | 1997 | 1998  | 1999  | 2000  |
| ------------- | ---- | ---- | ----- | ---- | ---- | ---- | ----- | ----- | ----- |
| Товарооборот  | 8,2  | 5,7▼ | 11,8▲ | 3,3▼ | 9,5▲ | 8,1▼ | 14,8▲ | 13,8▼ | 18,6▲ |
| из Белоруссии | 4,0  | 1,3▼ | 3,8▲  | 3,1▼ | 6,1▲ | 4,2▼ | 7,8▲  | 7,1▼  | 11,3▲ |
| из Югославии  | 4,2  | 4,4▲ | 8,0▲  | 0,2▼ | 3,1▲ | 3,9▲ | 7,0▲  | 6,7▼  | 7,3▲  |

### Научные связи
В первой половине 1990-х гг. белорусско-югославские научные контакты носили эпизодический характер. Ситуация значительно улучшилась во второй половине десятилетия, когда в сентябре 1995 г. по приглашению директора Белградской астрономической обсерватории профессора М. Димитриевича состоялся визит в Югославию А. Войтовича – директора Института молекулярной и атомной физики (ИМАФ) НАН Беларуси и Л. Минько – председателя научного совета по проблеме «Физика плазмы». Белорусские учёные приняли участие в работе первой югославской конференции по контурам спектральных линий и выступили с докладами. В результате визита был заключён договор о сотрудничестве между ИМАФ НАНБ и Научно-исследовательским институтом прикладных физических проблем БГУ, с одной стороны, и Белградской асторономической абсерваторией, физическим факультетом Белградского университета и Институтом физики в городе Земун, с другой стороны.
В марте следующего года правительства двух стран подписали Соглашение о научно-техническом сотрудничестве. В июле состоялся I Белорусско-югославский симпозиум по физике и диагностике лабораторной и астрофизической плазмы. В сентябре на XVIII международном симпозиуме по физике ионизованных газов был заключён договор о сотрудничестве между ИМАФ АНБ и Институтом ядерных наук «Винча». В 1998 г. была создана совместная белорусско-югославская комиссия по научно-техническому сотрудничеству. 25 ноября того же года Национальная Академия наук Беларуси заключила договор о научном сотрудничестве с Сербской академией наук и искусств. В начале 2001 г. Институт Михаила Пупина выпустил брошюру «Беларусь» на сербском языке, в которой освещались вопросы развития научных, технологических и инновационных систем Белоруссии. В сентябре 2002 г. во время визита в Беларусь делегации сербских учёных во главе с академиком Сербской академии наук и искусств Н. Коневичем состоялась их встреча с Председателем Комитета по науке и технологиям А. Русецким.

### Югославские войны
До избрания первого Президента Республики Беларусь официальный Минск не формулировал чёткую позицию в отношении югославских событий. Историк и политолог Павел Малашук выделил два этапа в развитии позиции страны. Первый этап (1991–1994 гг.) отмечен отсутствием конкретной позиции. На втором этапе (1994–1998 гг.) ясно обозначилась позиция белорусского руководства по вопросу о путях мирного урегулирования конфликта.
Уже в рамках Косовского кризиса Белоруссия, ориентируясь на Россию, выступила на стороне официального Белграда. Начало операции НАТО против СРЮ государство не одобрило. Ещё задолго до бомбардировок, в октябре 1998 года, МИД Республики Беларусь призывал альянс отказаться от военного вмешательства, так как «применение силы в отношении суверенного государства без санкции Совета Безопасности ООН является грубейшим нарушением Устава ООН». Отмечалась, что интервенция не только не устранит конфликт, но и вообще усугубит ситуацию. По косовской проблеме страна выступала за максимальное использование возможностей ООН. Официальный Минск был удовлетворён тем, что войну против Югославии удалось остановить, а конфликт поставить на основу политического урегулирования.

## Сербия и Черногория
С февраля 2003 года наблюдается дальнейшее снижение уровня двусторонних политических отношений. Эта тенденция была обусловлена прозападной внешнеполитической ориентацией руководства Белграда и выбором курса на вступление в ЕС. Важным событием в истории двухсторонних отношений того периода стало подписание Соглашения о сотрудничестве в области стандартизации (29 сентября). Это был первый договор, подписанный после Бульдозерной революции 2000 года. В 2003—2005 годах наблюдалась активизация двухсторонних встреч и контактов. Более того, белорусские дипломаты стали напрямую работать с внешнеполитическим ведомством Черногории. 